# Halowe rekordy Afganistanu w lekkoatletyce
Poniższe tabele przedstawiają lekkoatletyczne halowe rekordy Afganistanu.